# Osoi (okręg Kluż)
Osoi – wieś w Rumunii, w okręgu Kluż, w gminie Recea-Cristur. W 2011 roku liczyła 120 mieszkańców.